# Miary staropolskie
Miary staropolskie, inaczej miary warszawskie – system miar Rzeczypospolitej wprowadzony 6 grudnia 1764.
Nazwa miary staropolskie została przyjęta później, dla odróżnienia od miar nowopolskich. System wywodził się ze stosowanych wcześniej miar i miał unifikować miary w Rzeczypospolitej. Z powodu stosowania nadal w wielu miejscach jednostek lokalnych i niedokładnego określenia wielu nowych jednostek nie udało się przeprowadzić skutecznej unifikacji.
W okresie zaborów miary staropolskie zastąpiono w Galicji w 1801 miarami galicyjskimi, w zaborze pruskim w 1817 miarami pruskimi i niemieckimi, w Królestwie Polskim w 1817 miarami nowopolskimi.

## Podstawowe jednostki

### miary długości

#### handlowe
- 1 cal (palec) = 0,0248 m
- 1 dłoń = 3 cale = 0,0744 m
- 1 ćwierć = 2 dłonie = 1/4 łokcia (stąd nazwa) = 0,1489 m
- 1 sztych = 8 cali = 0,1985 m
- 1 stopa = 1,5 sztycha = 12 cali = 0,2978 m
- 1 łokieć (miara podstawowa) =  2 stopy = 0,5955 m
- 1 sążeń = 3 łokcie = 1,787 m

#### rolne i drogowe
- 1 łokieć = 0,5955 m
- 1 krok geometryczny (miara podstawowa) = 3,75 łokcia = 2,2333 m
- 1 pręt = 2 kroki = 4,4665 m
- 1 laska = 2 pręty = 8,933 m
- 1 sznur (sznur mierniczy) = 5 lasek = 44,665 m
- 1 staja = 3 sznury = ok. 134 m

### rolne miary powierzchni (dwa systemy)

#### I. system
- 1 kopanka = 19,95 m²
- 1 laska kwadratowa = 4 kopanki = 79,8 m²
- 1 kwadratowy pręt większy = 2,5 laski kwadratowej = 199,5 m²
- 1 wiertel = 18 kwadratowy pręt większy = 3591 m²
- 1 morga (miara podstawowa) = 1 2/3 wiertela = 5985 m²
- 1 łan frankoński = 43,2 morgi = 258 554 m²

#### II. system
- 1 kopanka = 19,95 m²
- 1 kwadratowy pręt większy = 10 kopanek = 199,5 m²
- 1 kwadratowy sznur mierniczy = 10 prętów kwadratowych = 1995 m²
- 1 morga chełmińska (miara podstawowa) = 3 sznury kwadratowe = 5985 m²
- 1 włóka chełmińska = 30 morgów = 179 550 m²
- 1 łan królewski (rewizorski) = 3 włóki = 538 649 m²

### miary objętości

#### ciał sypkich
- 1 kwarta = 0,9422 l
- 1 garniec (miara podstawowa) = 4 kwarty = 3,7689 l
- 1 miarka (faska) = 4 garnce = 15,0756 l
- 1 ćwiertnia = 2 miarki = 30,15 l
- 1 półkorzec (korczyk) = 2 ćwiertnie = 60,30 l
- 1 korzec = 2 półkorce = 120,6 l
- 1 łaszt = 30 korcy = 3618 l

#### cieczy
- 1 kwarta = 0,9422 l
- 1 garniec (miara podstawowa) = 4 kwarty = 3,77 l
- 1 konew = 5 garncy = 18,8445 l
- 1 antał = 18 garncy  = 67,86 l
- 1 beczka = 14,4 konwi = 271,36 l

### miary masy
- 1 łut = 0,0127 kg
- 1 grzywna (marka) = 16 łutów = 0,2026 kg
- 1 funt (miara podstawowa) = 2 grzywny = 0,4052 kg
- 1 kamień = 32 funty =12,976 kg
- 1 cetnar = 5 kamieni = 64,80kg